# Muchtarbai Ötelbajew
Muchtarbai Ötelbajuly Ötelbajew (kasachisch Мұхтарбай Өтелбайұлы Өтелбаев, russisch Мухтарбай Отелбаевич Отелбаев Muchtarbai Otelbajewitsch Otelbajew, englische Transkription Mukhtarbay Otelbaev; * 3. Oktober 1942 in Georgijewka) ist ein Mathematiker aus Kasachstan. Er befasst sich mit Partiellen Differentialgleichungen und Funktionalanalysis.

## Werdegang
Ötelbajew studierte ab 1966 an der Lomonossow-Universität Mathematik mit dem Diplom 1969, der Promotion (Kandidatentitel) 1972 bei Boris Moissejewitsch Lewitan (Über das Spektrum einiger Differentialoperatoren, Russisch) und der Habilitation (russischer Doktortitel) 1978 (bei Anatoli Gordejewitsch Kostjutschenko). Er war Laborleiter am Institut für Mathematik und Mechanik der Kasachischen Akademie der Wissenschaften und ist heute Professor an der Eurasischen Nationalen Universität in Astana und Direktor des Mathematischen Instituts der Universität.
Er befasste sich unter anderem mit der Spektraltheorie von Differentialoperatoren mit nicht-glatten Koeffizienten, Integraloperatoren, allgemeiner Theorie von Randwertproblemen, Navier-Stokes-Gleichung (über die er seit mehreren Jahrzehnten forscht), der nichtlinearen Schrödingergleichung, Sturm-Liouville- und Diracoperatoren.
1989 wurde er Mitglied der Akademie der Wissenschaften der Kasachischen SSR und 2004 der Nationalen Akademie der Wissenschaften in Kasachstan.
2002 wurde er Wissenschaftler des Jahres in Kasachstan und 2004 war er Preisträger der Organisation für Wirtschaftliche Zusammenarbeit (Economic Cooperation Organization, ECO) in der Kategorie Wissenschaft und Technik. 2007 erhielt er den Staatspreis der Republik Kasachstan für Wissenschaft und Technik.
Er veröffentlichte über 200 Arbeiten und betreute über 70 Doktoranden (2013).
Im Januar 2014 kündigte er an, das Millennium-Problem für die Navier-Stokes-Gleichung gelöst zu haben, der Beweis der Existenz einer starken Lösung.
Schon einen Monat nach der Veröffentlichung der Papers wurde allerdings von Mathematikern festgestellt, dass der Beweis lückenhaft ist und auf Seite 56 einen groben Fehler enthält. Ötelbajew wurde darauf aufmerksam gemacht und räumte den Fehler selbst auch ein.

## Schriften
- mit K. T. Myrnbaev: Весовые функциональные пространства и спектр дифференциальных операторов (Gewichtete Funktionenräume und das Spektrum von Differentialoperatoren), Moskau: Nauka 1988
- Existenz einer starken Lösung der Navier-Stokes-Gleichung (russisch), Matematicheskiy zhurnal (Mathematisches Journal), Band 13, 2013, S. 5–104 (Projekt englischer Übersetzung, Github)